# (18184) Dianepark
(18184) Dianepark (2000 QR37) – planetoida z grupy pasa głównego asteroid okrążająca Słońce w ciągu 4,14 lat w średniej odległości 2,58 j.a. Odkryta 24 sierpnia 2000 roku.